# Rhizopus
Genre
Taxons de rang inférieur
- Rhizopus arrhizus
- Rhizopus azygosporus
- Rhizopus microsporus
- Rhizopus stolonifer
- Rhizopus oligosporus
- Rhizopus oryzae
- Rhizopus schipperae
- Rhizopus sexualis

Rhizopus est un genre de moisissures communes qui se développent sous forme de filaments dans les sols, sur les fruits et les végétaux en décomposition, sur les fèces des animaux et sur le pain. Il fait partie de l'ordre des Mucorales.
Il produit à la fois des spores sexuées et des spores asexuées.

## Systématique et classification
Les Rhizopus comme les autres mucorales  étaient rattachés aux Zygomycota mais cette ancienne division considérée comme artificielle car polyphylétique n'est plus retenue par les systématiciens depuis 2007 et la publication par un large groupe de travail d'une synthèse sur la classification phylogénétique au niveau des rangs élevés chez les champignons.
Dans la classification de niveau plus fin les Rhizopus étaient situés parmi les mucoracées. Cette vaste famille très hétérogène a vu beaucoup de ses membres reclassés. Aussi depuis 2012 Hoffmann et al. proposent la création de la famille des Rhizopodaceae,.

## Caractères morphologiques
La morphologie de l'anamorphe se caractérise par une hyphe siphonnée (sans cloison), multinucléée, à noyaux haploïdes, et à croissance apicale, possédant une paroi de chitine et de glucanes.
Le protoplasme renferme de nombreuses vacuoles qui repoussent le cytoplasme et les noyaux à la périphérie. Les réserves de nourriture sont stockées sous forme de glycogène et de lipides.
Au moment de la reproduction, ou après une blessure, des septa (cloisons) sont formées.
Le genre Rhizopus se caractérise parmi les autres genres de l'ordre des Mucorales par :
1. la formation d'appendices en forme de racines, nommés rhizoïdes, qui se forment à la base des sporocystophores (ou sporangiophores) et fixent le mycélium sur le substrat ;
2. les sporocystophores non ramifiés et groupés par 3 à 5 ;
3. la présence de stolons, hyphes aériennes grâce auxquelles le champignon se dissémine ;
4. le sporocyste avec, dans le prolongement de l'axe du sporocystophore, une formation globuleuse, appelée columelle, qui s’effondre en une structure en forme d'ombelle avec l'âge ;
5. les sporangiospores munies de parois épaisses striées.

.

Cycles de développement

Le mycélium est lâche, extensif, cotonneux devenant brun-noir à maturité. Lorsqu'il envahit le substrat, il se manifeste comme une moisissure duveteuse, blanchâtre puis grise. À la loupe, on distingue clairement les fructifications noirâtres (sporocystophore et sporocystes).
 (l'espèce type)

## Pathogénicité
Certaines espèces de Rhizopus peuvent être responsables de mucormycose, une infection qui peut être fatale pour l'homme ou l'animal.

## Utilisation
Des cultures de Rhizopus peuvent être utilisées en production alimentaire.
- Rhizopus oligosporus est utilisé dans la culture asiatique pour la fabrication du tempeh (produit fermenté à base de soja) et de l'oncom (produit fermenté à base de soja, de cacahouète ou de manioc).
- R. oryzae est aussi utilisé dans la préparation de boissons alcoolisées en Asie et en Afrique.